# Estación Aeronaval de Salina Cruz
El Aeropuerto de Salina Cruz  o la Estación Aeronaval de Salina Cruz (IATA: SCX, OACI: MM57), es un aeropuerto localizado en Salina Cruz, Oaxaca, México. Maneja el tráfico aéreo nacional de la ciudad de Salina Cruz, actualmente está limitado a operaciones de aeronaves de ala rotativa. 

## Información
El alcalde del pueblo, el señor Alfredo Cortés Rito ordenó la construcción de una pista de aterrizaje en 1942. El primer avión en aterrizar lo hizo con un agregado militar de Estados Unidos. El 17 de febrero de 1992 se hicieron vuelos de práctica con ayuda del alcalde de Salina Cruz y dirigentes empresariales de Aeromar para iniciar rutas comerciales al Aeropuerto Internacional de la Ciudad de México con aeronaves ATR 42.

## Estadísticas

### Pasajeros
Sólo se muestra muestran vuelos comerciales regulares y vuelos de fletamento, no se incluyen vuelos militares ni de aviación general.
| Año  | Vuelos | Pasajeros | kg de carga | Año  | Vuelos | Pasajeros | kg de carga |
| 1993 | 16     | 37        | 0           | 2000 | 0      | 0         | 0           |
| 1994 | 573    | 12,242    | 98,282      | 2001 | 0      | 0         | 0           |
| 1995 | 67     | 1,193     | 29,016      | 2002 | 678    | 11,737    | 73,490      |
| 1996 | 1,296  | 12,956    | 114,320     | 2003 | 1,141  | 18,895    | 123,862     |
| 1997 | 0      | 0         | 0           | 2004 | 1,177  | 16,691    | 108,802     |
| 1998 | 0      | 0         | 0           | 2005 | 1,021  | 13,175    | 96,018      |
| 1999 | 0      | 0         | 0           | 2006 | 431    | 4,572     | 35,727      |
| ---- | ------ | --------- | ----------- | ---- | ------ | --------- | ----------- |

## Accidentes e incidentes
- El 19 de septiembre de 1974 una aeronave Cessna T210L con matrícula N90707 que realizaba un vuelo privado entre la Estación Aeronaval de Salina Cruz y el Aeropuerto de Villahermosa cayó durante la fase de crucero cerca de la  Presa Malpaso, matando a sus tres ocupantes.[3][4]